# 自転公転攪拌機

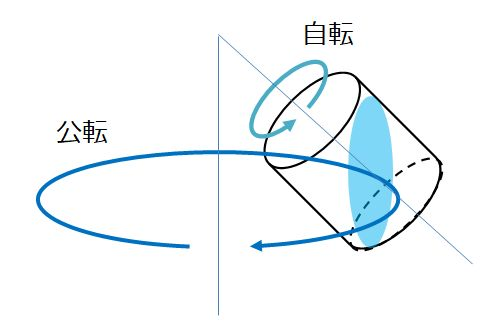
公転と自転の動き

自転公転撹拌、攪拌機（じてんこうてんかくはんき、英: planetary centrifugal mixer）、自転公転式ミキサー、遊星式撹拌機、または撹拌脱泡機とは、材料を混ぜるミキサーの一種。材料を入れた容器を傾け、高速で自転と公転（太陽の周りを惑星が回るような動き、惑星運動、遊星運動）をさせることで発生した遠心力による材料対流とせん断応力で混合する機械である。 
撹拌翼を用いないため、応力集中が起こりにくく、材料を変質させず均一に攪拌することが出来る。粘度や比重が異なるもの、液体と粉体などの異種材料同士の撹拌などに優れており、短時間で処理できることが特徴である。また遠心力により、これらの処理中に脱泡（気泡除去）させる効果もある。これらを真空中で処理することで、サブミクロンサイズの泡まで除去させることも出来る。
この技術は、20世紀初頭にFrederic Ecaubertによって、遊星運動する容器を傾斜させることで材料が三次元的に対流することを発見したことに始まる。これはEcaubertが機械の操作性を改善する過程で偶然に発見した現象と思われ、その後、様々な技術者が改善改良を重ね、1970年代までにCecil Halliday WoodhamやBurke Cole Pullmanらにより技術的に完成され、1980年代に入り各企業により製品化され、印象材（歯科材料）の混合に多く用いられた。1990年代後半からは一般工業材料の捏和（混練）、撹拌（攪拌）、分散、塊砕、乳化などの用途にも広く用いられるようになった。